# Otto Mørkholm
Otto Mørkholm (* 28. Juli 1930 in Kopenhagen; † 16. Juli 1983 in Frederiksberg) war ein dänischer Numismatiker.
Otto Mørkholm studierte an der Universität Kopenhagen Klassische Philologie und Geschichte und erlangte dort 1955 den M. A., 1966 wurde er an der Universität Århus promoviert. Seit 1959 war er an der Königlichen Münz- und Medaillensammlung in Kopenhagen tätig, von 1960 bis zu seinem Tode als Direktor. Daneben lehrte er von 1967 bis 1982 als Lektor für Alte Geschichte und Numismatik an der Universität Kopenhagen. Von 1965 bis 1979 war er auch als Sekretär der Internationalen Numismatischen Kommission tätig.
Mørkholm beschäftigte sich überwiegend mit griechischen Münzen, insbesondere der Münzprägung der hellenistischen Zeit. So publizierte er etwa eine umfassende Arbeit zu den Münzen Antiochos’ IV. von Syrien, posthum erschien sein Buch zur frühhellenistischen Münzprägung. Zusammen mit Margaret Thompson und Colin M. Kraay publizierte er das Standardwerk zu den griechischen Münzhorten. Bestände seines Museums legte er in neun Bänden des Sylloge Nummorum Graecorum vor.
Mørkholm wurde für sein wissenschaftliches Werk 1981 mit der Archer M. Huntington Medal und 1982 mit der Medaille der Royal Numismatic Society ausgezeichnet, 1983 wurde er zum Mitglied der Königlich Dänischen Akademie der Wissenschaften gewählt.

## Schriften (Auswahl)
- Sylloge Nummorum Graecorum. The Royal Collection of Coins and Medals. Danish National Museum. Band 35–43. Munksgaard, Kopenhagen 1959–1979.
- Studies in the coinage of Antiochus IV of Syria (= Historisk-filosofiske meddelelser. Bd. 40, Nr. 3, ISSN 0106-0481). Munksgaard, Kopenhagen 1963.
- Antiochus IV. of Syria (= Classica et mediaevalia. Dissertationes. 8, ZDB-ID 282024-9). Gyldendalske u. a., Kopenhagen 1966 (= Dissertation).
- als Herausgeber mit Margaret Thompson, Colin M. Kraay: An Inventory of Greek Coin Hoards. The American Numismatic Society, New York NY 1973.
- Early Hellenistic Coinage. From the Accession of Alexander to the Peace of Apamea (336–188 B.C.). Herausgegeben von Philipp Grierson und Ulla Westermark. Cambridge University Press, Cambridge u. a. 1991, ISBN 0-521-39504-6.